# Pokal Slovenije 2002/03
Der Pokal Slovenije 2002/03 war die zwölfte Austragung des slowenischen Fußballpokalwettbewerbs der Herren. Pokalsieger wurde der NK Olimpija Ljubljana, der sich im Finale gegen den NK Publikum Celje durchsetzte. Titelverteidiger ND HIT Gorica schied im Viertelfinale aus.
Durch den Sieg im Finale qualifizierte sich Olimpija für die Qualifikationsrunde im UEFA-Pokal 2003/04.

## Teilnehmer
| Nogometna Liga 2001/02    |
| ------------------------- |
| NK Maribor Piovarna Laško |
| NK Primorje               |
| FC Sport Line Koper       |
| ND HIT Gorica             |
| NK Olimpija Ljubljana     |
| NK Publikum Celje         |
| NK Mura                   |
| NK Rudar Velenje          |
| NK Era Šmartno            |
| NK Relax Korotan Prevalje |
| NK Živila Triglav Kranj   |
| NK Domžale                |

| Sieger des Regionalpokals | Sieger des Regionalpokals                                             |
| ------------------------- | --------------------------------------------------------------------- |
| MNZ Celje                 | NK Krško, NK Vransko                                                  |
| MNZ Koper                 | NK Korte, NK Jadran Pivovarna Mahnič                                  |
| MNZG Kranj                | NK Bled, NK Britof                                                    |
| MNZ Lendava               | NK Črenšovci, NK Nafta Lendava                                        |
| MNZ Ljubljana             | NK Viator & Vektor Ljubljana, NK Bela krajina, NK Livar Ivanča Gorica |
| MNZ Maribor               | NK Železničar Maribor, NK Koroška Dravograd, NK Pohorje               |
| MNZ Murska Sobota         | NK Tišina, ŠD Roma                                                    |
| MNZ Nova Gorica           | ND Bilje, NK Tolmin                                                   |
| MNZ Ptuj                  | NK Stojnci, NK Aluminij                                               |

## Modus
In den beiden ersten Runden wurde der Sieger in einem Spiel ermittelt. Stand es nach der regulären Spielzeit von 90 Minuten unentschieden, kam es zur Verlängerung von zweimal 15 Minuten und falls danach immer noch kein Sieger feststand zum Elfmeterschießen. Ab dem Viertelfinale wurden die Sieger in Hin- und Rückspiel ermittelt. Unterklassige Teams hatten bis zum Achtelfinale Heimrecht.

## 1. Runde
| Datum                 |                            | Ergebnis               |                              |
| --------------------- | -------------------------- | ---------------------- | ---------------------------- |
| 03.08.2002, 17:00 Uhr | NK Nafta Lendava           | 2:1                    | NK Primorje                  |
| 03.08.2002, 17:00 Uhr | ŠD Roma                    | 01:11                  | ND HIT Gorica                |
| 04.08.2002, 17:00 Uhr | NK Bled                    | 1:9                    | NK Mura                      |
| 04.08.2002, 17:00 Uhr | NK Jadran Pivovarna Mahnič | 2:1                    | NK Črenšovci                 |
| 04.08.2002, 17:00 Uhr | NK Pohorje                 | 0:8                    | NK Koroška Dravograd         |
| 04.08.2002, 17:00 Uhr | NK Relax Korotan Prevalje  | 1:1 n. V., (5:3 i. E.) | FC Sport Line Koper          |
| 04.08.2002, 17:00 Uhr | NK Livar Ivanča Gorica     | 1:2                    | NK Era Šmartno               |
| 04.08.2002, 17:00 Uhr | NK Železničar Maribor      | 3:0                    | NK Tolmin                    |
| 04.08.2002, 17:00 Uhr | NK Tišina                  | 0:6                    | NK Domžale                   |
| 04.08.2002, 17:00 Uhr | NK Vransko                 | 1:6                    | NK Publikum Celje            |
| 04.08.2002, 17:00 Uhr | NK Korte                   | 2:1                    | ND Bilje                     |
| 04.08.2002, 17:00 Uhr | NK Bela krajina            | 1:5                    | NK Olimpija Ljubljana        |
| 04.08.2002, 17:00 Uhr | NK Stojnci                 | 1:6                    | NK Aluminij                  |
| 04.08.2002, 19:30 Uhr | NK Krško                   | 0:3                    | NK Viator & Vektor Ljubljana |
| 14.08.2002, 17:00 Uhr | NK Živila Triglav Kranj    | 2:3                    | NK Britof                    |
| 14.08.2002, 19:00 Uhr | NK Maribor Piovarna Laško  | 1:0                    | NK Rudar Velenje             |

## Achtelfinale
| Datum                 |                      | Ergebnis |                              |
| --------------------- | -------------------- | -------- | ---------------------------- |
| 11.09.2002, 16:00 Uhr | NK Nafta Lendava     | 2:1      | NK Jadran Pivovarna Mahnič   |
| 11.09.2002, 16:00 Uhr | NK Koroška Dravograd | 4:2      | NK Viator & Vektor Ljubljana |
| 11.09.2002, 16:00 Uhr | NK Publikum Celje    | 2:0      | NK Mura                      |
| 11.09.2002, 16:00 Uhr | NK Domžale           | 0:3      | NK Relax Korotan Prevalje    |
| 11.09.2002, 16:00 Uhr | NK Era Šmartno       | 1:2      | NK Olimpija Ljubljana        |
| 11.09.2002, 16:00 Uhr | NK Britof            | 0:2      | NK Maribor Piovarna Laško    |
| 11.09.2002, 16:00 Uhr | NK Korte             | 1:3      | ND HIT Gorica                |
| 11.09.2002, 16:00 Uhr | NK Aluminij          | 5:0      | NK Železničar Maribor        |

## Viertelfinale
Die Hinspiele fanden am 12. Oktober 2002 statt, die Rückspiele am 23. Oktober 2002.
|                       | Gesamt |                           | Hinspiel | Rückspiel |
| --------------------- | ------ | ------------------------- | -------- | --------- |
| NK Olimpija Ljubljana | 4:3    | NK Maribor Piovarna Laško | 0:0      | 4:3       |
| NK Publikum Celje     | 9:2    | ND HIT Gorica             | 6:1      | 3:1       |
| NK Aluminij           | 2:3    | NK Relax Korotan Prevalje | 1:1      | 1:2       |
| NK Nafta Lendava      | 1:4    | NK Koroška Dravograd      | 0:2      | 1:2       |

## Halbfinale
Die Hinspiele fanden am 19. März 2003 statt, die Rückspiele am 9. April 2003.
|                       | Gesamt |                           | Hinspiel    | Rückspiel   |
| --------------------- | ------ | ------------------------- | ----------- | ----------- |
| NK Publikum Celje     | 4:1    | NK Koroška Dravograd      | 2:1         | 2:0         |
| NK Olimpija Ljubljana | 6:0    | NK Relax Korotan Prevalje | 03:0 (w.o.) | 03:0 (w.o.) |

## Finale

### Hinspiel
| Paarung               | NK Olimpija Ljubljana – NK Publikum Celje |
| Ergebnis              | 1:1 (0:1) |
| Datum                 | 14. Mai 2003 um 18:00 Uhr |
| Stadion               | Bežigrad-Stadion, Ljubljana |
| Zuschauer             | 4.000 |
| Schiedsrichter        | Darko Čeferin |
| Tore                  | 0:1 Andrej Kvas (39. Elfmeter) 1:1 Blaž Puc (90.) |
| NK Olimpija Ljubljana | Borut Mavrič – Igor Lazić, Fausto Budičin, Enes Handanagić, Marko Barun – Vladimir Kokol (74. Branko Ilić), Nedim Jusufbegovič, Robert Prosinečki , Anton Žlogar – Marko Kmetec (64. Blaž Puc), Dušan Kosič (46. Dejan Grabić) Cheftrainer: Danilo Popivoda      |
| NK Publikum Celje     | Sašo Fornezzi – Primož Brumen, Darko Maletič (60. Dejan Plastovski), Dragan Čadikovski, Andrej Kvas (68. Dejan Robnik) – Robert Koren, Marijan Budimir (76. Uroš Križnik), Sebastjan Gobec , Simon Sešlar – Mitja Brulc, Matej Šnofl Cheftrainer: Marijan Pušnik |
| Gelbe Karten          | Nedim Jusufbegovič, Blaž Puc – Sebastjan Gobec, Mitja Brulc, Primož Brumen |
| Platzverweise         | Fausto Budičin (38.) – keine |

### Rückspiel
| Paarung               | NK Publikum Celje – NK Olimpija Ljubljana |
| Ergebnis              | 2:2 (1:0) |
| Datum                 | 21. Mai 2003 um 17:00 Uhr |
| Stadion               | Stadion Skalna klet, Celje |
| Zuschauer             | 3.000 |
| Schiedsrichter        | Robert Krajnc |
| Tore                  | 1:0 Robert Koren (15.) 1:1 Anton Žlogar (59.) 1:2 Robert Prosinečki (65.) 2:2 Andrej Kvas (72.) |
| NK Publikum Celje     | Sašo Fornezzi – Primož Brumen, Marko Križnik (87. Uroš Platznik), Darko Maletič, Dragan Čadikovski (66. Andrej Kvas) – Robert Koren, Vladislav Lungu, Simon Sešlar, Gregor Helbl – Mitja Brulc, Matej Šnofl Cheftrainer: Marijan Pušnik                          |
| NK Olimpija Ljubljana | Borut Mavrič – Igor Lazić (81. Fausto Budičin), Enes Handanagić (53. Branko Ilić), Gregor Mirtič – Vladimir Kokol, Nedim Jusufbegovič, Mladen Rudonja, Robert Prosinečki , Anton Žlogar – Dejan Grabić (46. Blaž Puc), Marko Kmetec Cheftrainer: Danilo Popivoda |
| Gelbe Karten          | Gregor Helbl, Mitja Brulc, Dragan Čadikovski, Primož Brumen – Marko Kmetec, Gregor Mirtič, Nedim Jusufbegovič, Fausto Budičin, Robert Prosinečki, Vladimir Kokol                                                                                                 |